# Дональд Трамп III
Дональд Трамп III — Велонческо Простуди ( Трамп lll ) 